# Pierre Sergeol
Pierre Sergeol, de son vrai nom Serge Préger, est un acteur français, né à Paris (9e), le 22 novembre 1902, et mort à Elbeuf Seine-Maritime, le 18 juin 1975.

## Filmographie
- 1931 : Dans une île perdue d'Alberto Cavalcanti - Ricardo
- 1931 : À mi-chemin du ciel d'Alberto Cavalcanti
- 1932 : Il est charmant ou Paris je t'aime de Louis Mercanton
- 1932 : Vous serez ma femme de Serge de Poligny - Henri Latour
- 1932 : Côte d'Azur de Roger Capellani - Antonio
- 1932 : Camp volant de Max Reichmann
- 1932 : Coup de feu à l'aube ou La Femme et le Diamant de Serge de Poligny - Holzkneecht
- 1933 : L'Étoile de Valencia de Serge de Poligny - Beppo
- 1933 : Château de rêve de Géza von Bolváry et Henri-Georges Clouzot - Déri
- 1934 : Toi que j'adore de Géza von Bolváry et Albert Valentin
- 1934 : La Chanson de l'adieu de Géza von Bolváry et Albert Valentin
- 1935 : Torture de Roger Capellani - moyen métrage -
- 1935 : Jonny, haute-couture de Serge de Poligny - Le danseur mondain
- 1936 : La Vie parisienne de Robert Siodmak
- 1936 : La Peur ou Vertige d'un soir de Victor Tourjansky
- 1937 : L'Homme du jour de Julien Duvivier - La Breloque
- 1937 : Courrier sud de Pierre Billon - Le chef de l'aéroport de Juby
- 1937 : Le Choc en retour de Georges Monca et Maurice Kéroul - Ortolo
- 1937 : Franco de port de Dimitri Kirsanoff - Maxime
- 1937 : La Bataille silencieuse de Pierre Billon - Fernando
- 1938 : Mollenard de Robert Siodmak - Fourcade
- 1938 : Les Gaietés de l'exposition d'Ernest Hajos
- 1938 : L'Escadrille de la chance de Max de Vaucorbeil - Max Leroy
- 1938 : L'Avion de minuit de Dimitri Kirsanoff
- 1939 : Métropolitain de Maurice Cam* 1939 : La Fin du jour de Julien Duvivier - L'accessoiriste
- 1939 : Terra di fuoco de Marcel L'Herbier - version italienne du film de 1942 -
- 1939 : La Fin du jour de Julien Duvivier
- 1939 : Le Dernier Tournant de Pierre Chenal - L'avocat
- 1939 : Tourbillon de Paris de Henri Diamant-Berger
- 1939 : Sidi-Brahim de Marc Didier
- 1940 : Paradis perdu de Abel Gance
- 1942 : Terre de feu de Marcel L'Herbier - Dédé
- 1946 : Jéricho de Henri Calef - L'acteur
- 1946 : Un ami viendra ce soir de Raymond Bernard - Charles Levallier
- 1946 : Adieu chérie de Raymond Bernard
- 1947 : Le destin s'amuse d'Emil-Edwin Reinert - Le juge d'instruction
- 1947 : La Colère des dieux de Karel Lamač
- 1947 : Le Café du cadran de Jean Gehret - Bianchi
- 1947 : L'Arche de Noé de Henry Jacques - Labrize
- 1947 : Ploum ploum tra la la de Robert Hennion - Sauvage
- 1947 : Coïncidences de Serge Debecque
- 1947 : Fausse Identité d'André Chotin - Le notaire
- 1948 : Le Cavalier de Croix-Mort de Lucien Ganier-Raymond - Le boulanger
- 1948 : Si jeunesse savait d'André Cerf - Un bandit
- 1949 : Bonheur en location de Jean Wall - Freddy
- 1949 : Pattes blanches de Jean Grémillon
- 1949 : Le Signal rouge de Ernest Neubach - Le commissaire
- 1949 : On demande un assassin de Ernst Neubach - Willy
- 1949 : La Soif des hommes de Serge de Poligny
- 1950 : Ballerina de Ludwig Berger
- 1950 : Mon phoque et elles de Pierre Billon - Le patron du restaurant
- 1950 : Min Vän Oscar de Pierre Billon et Ake Ohberg - version suédoise du film précédent -
- 1951 : Rue des Saussaies de Ralph Habib - Albert
- 1951 : La Passante d'Henri Calef
- 1952 : Brelan d'as d'Henri Verneuil - dans le sketch : Je suis un tendre
- 1952 : C'est arrivé à Paris d'Henri Lavorel et John Berry - Le garagiste
- 1952 : Nous sommes tous des assassins de André Cayatte
- 1952 : Opération Magali de Laszlo V. Kish
- 1953 : Les Amours finissent à l'aube de Henri Calef - L'inspecteur Richard
- 1953 : Les Compagnes de la nuit de Ralph Habib - Robert Le Trotteur
- 1955 : Nagana d'Hervé Bromberger
- 1956 : La Loi des rues de Ralph Habib
- 1957 : Donnez-moi ma chance ou Pièges à filles de Léonide Moguy - Guymot
- 1958 : Rafles sur la ville de Pierre Chenal - Fernand, l'épicier
- 1958 : Sans famille d'André Michel - Punch
- 1958 : Le Sicilien de Pierre Chevalier
- 1958 : Premier mai de Luis Saslavsky
- 1959 : Le Petit Prof de Carlo Rim - Le censeur
- 1959 : La Bête à l'affût de Pierre Chenal - L'inspecteur Beauvais
- 1959 : Bouche cousue de Jean Boyer - Gégène
- 1960 : Mademoiselle Ange de Géza von Radványi - Le commissaire
- 1961 : Les croulants se portent bien de Jean Boyer
- 1961 : Seul... à corps perdu de Jean Maley
- 1962 : Le Diable et les Dix Commandements de Julien Duvivier, sketch Luxurieux point ne seras : le patron du « Grisbi »
- 1963 : L'assassin connaît la musique... de Pierre Chenal - Le mécanicien
- 1964 : L'Abonné de la ligne U de Yannick Andreï
- 1968 : Les Gros Malins / Le Champion du tiercé de Raymond Leboursier - L'éleveur